# Вюфлан-ла-Віль
Вюфлан-ла-Віль (фр. Vufflens-la-Ville) — громада  в Швейцарії в кантоні Во, округ Гро-де-Во.

## Географія
Громада розташована на відстані близько 85 км на південний захід від Берна, 9 км на північний захід від Лозанни.
Вюфлан-ла-Віль має площу 5,4 км², з яких на 13,7% дозволяється будівництво (житлове та будівництво доріг), 61,5% використовуються в сільськогосподарських цілях, 23% зайнято лісами, 1,9% не є продуктивними (річки, льодовики або гори).

## Демографія
2019 року в громаді мешкало 1290 осіб (+13,9% порівняно з 2010 роком), іноземців було 15,1%. Густота населення становила 240 осіб/км².
За віковим діапазоном населення розподілялося таким чином: 22,9% — особи молодші 20 років, 59,8% — особи у віці 20—64 років, 17,4% — особи у віці 65 років та старші. Було 512 помешкань (у середньому 2,5 особи в помешканні).
Із загальної кількості 500 працюючих 16 було зайнятих в первинному секторі, 68 — в обробній промисловості, 416 — в галузі послуг.